# Wichterich
Wichterich ist ein Stadtteil von Zülpich im Kreis Euskirchen, Nordrhein-Westfalen. Ortsvorsteher für Wichterich und Mülheim ist Theo Schwellnuss.

## Lage
Wichterich liegt in der Zülpicher Börde östlich von Zülpich. Wichterich und Mülheim gehen ineinander über. Durch den Ort führt die Landesstraße 162, die Landesstraße 161 führt am Ort vorbei. Am Ort mündet der Bleibach in den Rotbach, der weiter bis zur Erft führt.
Im Kölner Stadtteil Sülz ist eine Straße nach der Ortschaft benannt: Wichterichstraße, 50937 Köln.

## Geschichte
Wichterich ist eine der ältesten Gemeinden der Voreifel. Bis zur kommunalen Neugliederung war Wichterich eine selbstständige Gemeinde. Am 1. Juli 1969 wurde der Ort nach Zülpich eingemeindet.
Aus dem gallo-römischen  Victoriacum wurde Victorich und danach das heutige Wichterich. Dieser Name taucht zum ersten Mal in einer Urkunde des Jahres 1203 auf.
Wichterich bildete  im kurkölnischen Amt Lechenich einen Gerichtsbezirk Dingstuhl, zu dem außer Wichterich, Mülheim und Niederelvenich gehörten.

## Kirche

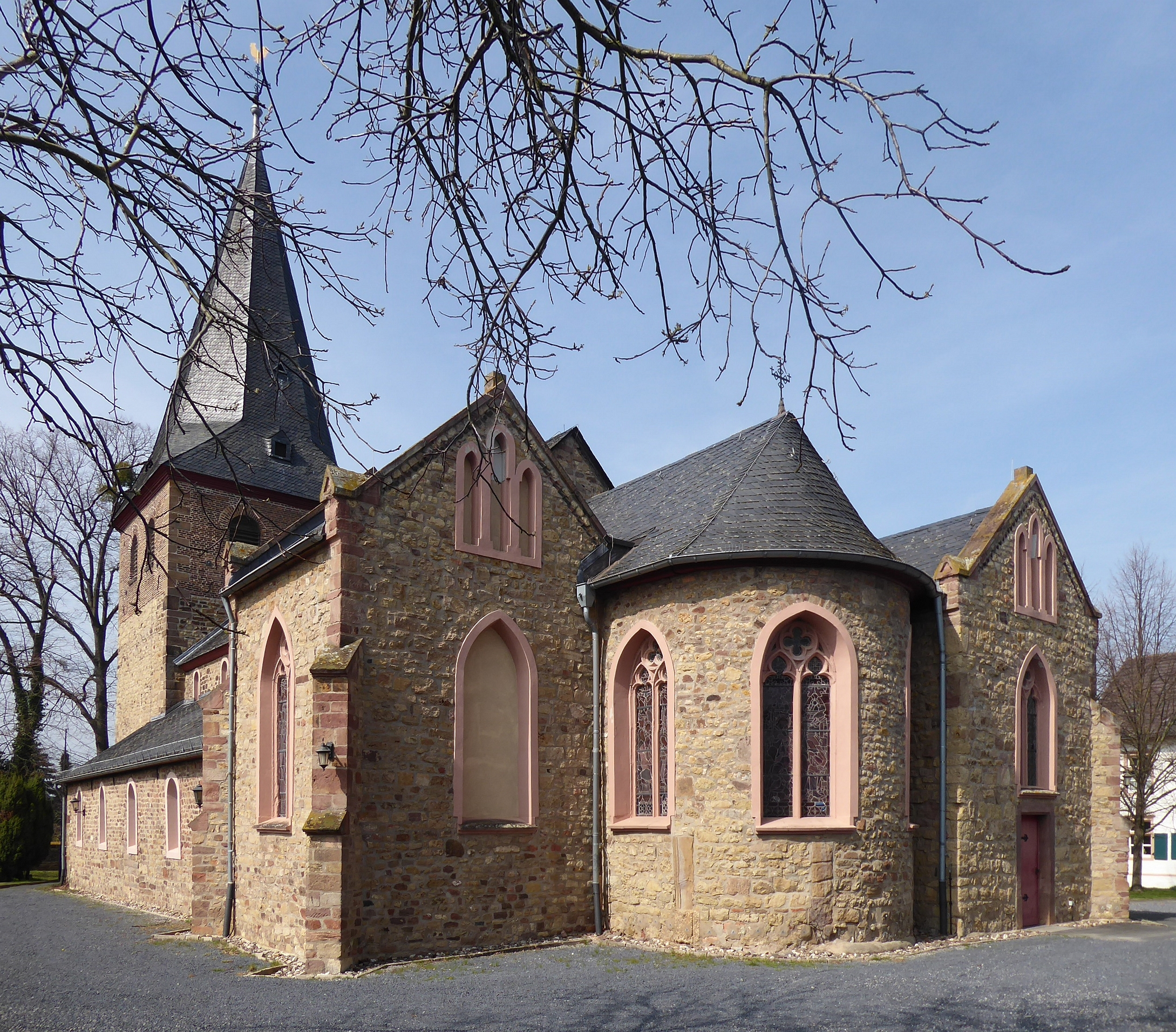
Kirche St. Johannes und Sebastianus

Die Pfarrkirche ist dem hl. Johannes dem Täufer und dem hl. Sebastianus geweiht. Eine Kirche wurde bereits 866 erwähnt. Sie wurde sicherlich mehrfach neu erbaut. Der heutige Bau ist im Wesentlichen der Mitte des 12. Jahrhunderts zuzuordnen. Die Kirche besteht im Ursprung aus einer dreischiffigen Anlage in Bruchsteinmauerwerk mit kräftigem vorgelagertem Westturm. Aus dem 12. Jh. stammt auch noch der Taufstein. Den Taufsteindeckel schuf im Jahr 1963 Jakob Riffeler.

## Infrastruktur
Im Ort gibt es eine Grundschule.

## Verkehr
Durch den Ort verlief die Aachen-Frankfurter Heerstraße.
Der Ort liegt im Verbundraum des Verkehrsverbundes Rhein-Sieg (VRS). Die Busse der RVK fahren mit der Linie 807 auf ihrer Strecke von Euskirchen nach Erftstadt durch den Ort. Zusätzlich verkehren Fahrten der Buslinie 892 als TaxiBusPlus im Bedarfsverkehr.
| Linie | Verlauf |
| ----- | --- |
| 807   | Euskirchen Bf – Frauenberg – Oberwichterich / (← Oberelvenich ← Rövenich ← Niederelvenich) – Wichterich – Mülheim – Niederberg – Borr – (Scheuren ← Weiler in der Ebene ← Erp ←) Friesheim – Ahrem – Lechenich – Frauenthal – Liblar – Erftstadt Bf |
| 892   | MiKE / AST-Verkehr: Mülheim – Wichterich – Niederelvenich – Oberelvenich – Rövenich – Zülpich Bf – Zülpich Frankengraben – Hoven – Floren – Merzenich                                                                                               |

## Belege
1. ↑  
Einwohnerzahlen der Stadt Zülpich (Stand 31.12.2020). (PDF; 46,2 kB) In: zuelpich.de. Stadt Zülpich, abgerufen am 27. April 2021.
2. ↑  
Martin Bünermann: Die Gemeinden des ersten Neugliederungsprogramms in Nordrhein-Westfalen. Deutscher Gemeindeverlag, Köln 1970, S. 88.